# Aphloia
Aphloia — рід квіткових рослин, який містить один вид — Aphloia theiformis, єдиний вид однородової родини Aphloiaceae. Це вид вічнозелених чагарників або невеликих дерев, що зустрічаються в Східній Африці, на Мадагаскарі, на Маскаренських і Сейшельських островах.

## Опис
Aphloia theiformis — вічнозелений кущ або невелике деревце, що досягає 10 м у висоту. Молоді гілки безволосі, коричневого кольору, мають смуги по довжині і стулки, що відходять від вузлів, звужуються донизу і несуть почергово посаджені листки в два ряди. Листкові пластини мають еліптичну форму, 3–8 см завдовжки, 1–3 см завширшки, із загостреним або закругленим кінчиком, (широкою) клиноподібною ніжкою та пилкоподібним краєм, особливо від середини до кінчик. Є близько десяти пар малопомітних бічних жилок. Довжина листкових ніжок 2–4 мм. Квітки по одній, дві або три разом у пазухах листків на зеленуватих ніжках (або квітконіжках) довжиною до 2 см, які також несуть приквітки довжиною до 1,8 мм, розщеплені на три частки. Окремі квітки мають недиференційовану оцвітину, яка складається з чотирьох або п'яти, рідше шести, злегка шкірястих, білих, пізніше жовтуватих, овальних або округлих, увігнутих листочок оцвітини діаметром 2½-3½ мм, зчеплених одна з одною біля ніжки. Після дозрівання зав'язь перетворюється на м'ясисту білу ягоду діаметром близько 8 мм із ще наявним рильцем, яка містить близько десяти округлих, злегка стиснутих насінин розміром 2½–3 мм.